# طولة كلا (دابوي الجنوبي)
طولة کلا (بالفارسية: طوله‌کلا) هي قرية تقع في إيران في قسم دابوي الجنوبی الريفي. يقدر عدد سكانها بـ 990 نسمة بحسب إحصاء 2016.